# استان سن خوزه ده اوکوا
استان سن خوزه ده اوکوا (به لاتین: San José de Ocoa Province) یک استان در جمهوری دومینیکن است.
مساحت این استان ۸۵۵٫۴۰ کیلومتر مربع و جمعیت آن در سال ۲۰۱۴ میلادی ۹۷٬۶۴۰ نفر می‌باشد.